# 海鰻龍屬

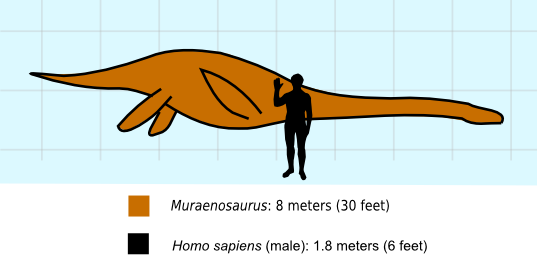
海鰻龍與人類的體型相比

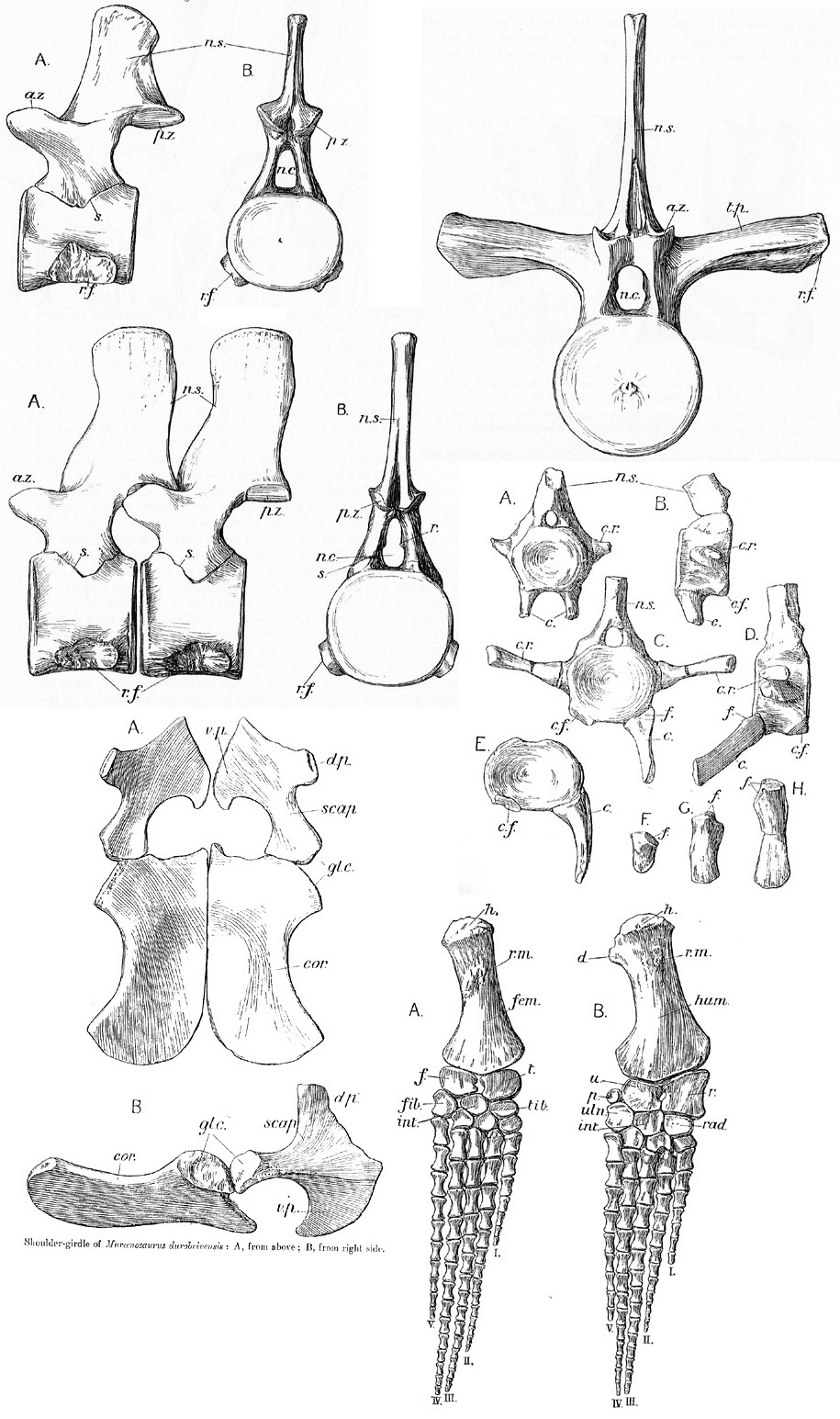
M. beloclis的化石

海鰻龍屬（屬名：Muraenosaurus）意為「鰻魚蜥蜴」，是淺隱龍科的一屬，生活於侏羅紀中期的英格蘭與法國。海鰻龍的身長約6公尺，頸部為身長的一半，由44節頸椎構成，擁有一個較小的頭部，長度為37公分。海鰻龍具有短而不靈活的身體、強壯的鰭狀肢。